# Occidente antioqueño
El Occidente antioqueño es una zona de Antioquia que representa una de las 9 subregiones en que está dividido este departamento colombiano.

## Origen
El Occidente antioqueño se localiza sobre las cordilleras Central y Occidental, estando divididas por el cañón del río Cauca. Su superficie abarca una extensión de 7.291 km², que representa el 11.6% del territorio antioqueño; pertenecen a la subregión un total de 19 municipios entre los cuales se incluye al de Caicedo, que si bien tradicionalmente se le ha considerado como parte del Suroeste, por su cercanía y condiciones fisiográficas se asimila más al Occidente.Estos municipios presentan una gran variedad de aspectos sociales, económicos, culturales y naturales.
Generalmente se ha dividido la subregión en dos zonas: el "Occidente Lejano" y el "Occidente Cercano". La zona del "Occidente Lejano" está conformada por los municipios de Abriaquí, Cañasgordas, Dabeiba, Frontino, Giraldo, Peque y Uramita; la del "Occidente Cercano" está compuesta de los municipios de Anzá, Armenia, Buritica, Caicedo, Ebéjico, Heliconia, Liborina, Olaya, Sabanalarga, San Jerónimo, Santa Fe de Antioquia y Sopetrán.
En la subregión se encuentran todos los pisos térmicos (cálido, medio, frío y páramo), por lo cual las cabeceras municipales poseen alturas que van desde los 450 (Dabeiba) hasta los 1930 (Giraldo) metros sobre el nivel del mar, y con extremos de temperatura que van entre 17 °C (Giraldo) y 27 °C (Santa Fe de Antioquia).

### Desierto de Occidente
Esta subregión posee uno de los procesos más intensos de destrucción ecológica y desertificación en lo que se conoce como el Desierto de Occidente, ubicado en los territorios de Santafé de Antioquia, San Jerónimo, Sopetrán y una porción de Anzá.
Donde actualmente las tierras son sumamente áridas, infertiles y cálidas,  dando lugar a badlands y a cárcavas. La vegetación se ha adaptado a estas condiciones, presentando extensiones de terreno cubiertas solo por cactáceas, suculentas y zarza.

## Economía
Las principales actividades productivas que se realizan en la zona son la ganadería doble propósito, el cultivo de frutas, de fríjol, lulo, café, maíz, plátano, zapote, mango, la explotación de la madera, la minería, industrias avícolas y la industria turística.
En general la región del occidente antioqueño tiene unos bajos índices de desarrollo, las necesidades básicas insatisfechas dan cuenta de ello. En acueducto tiene una cobertura del 67,8%, alcantarillado del 36,6%, la educación superior 1,1%.

## Turismo
En esta zona se encuentran varios de los principales sitios turísticos del departamento, como son el cañón del río Cauca, el Túnel de Occidente, la histórica Santa Fe de Antioquia, y los parques naturales Las Orquídeas y Paramillo.
El Túnel de Occidente "Fernando Gómez Martínez" es la principal puerta de acceso a esta zona. Es el segundo más extenso de América Latina, con 4.600 metros de longitud, y se ubica a sólo 15 minutos del centro de Medellín, dejando el valle del río Cauca a tan sólo una hora de la capital antioqueña. De igual forma la nueva carretera que acompaña el Túnel, la conexión vial Guillermo Gaviria Correa, acorta las distancias entre los municipios del Occidente y la capital de la montaña.
De vocación turística, el Occidente ofrece una amplia oferta hotelera. Hostales, hosterías, hoteles, fincas de recreo. Sin embargo la industria del turismo en municipios como Sopetrán, San Jerónimo y Santafé de Antioquia ha desplazado a los cultivadores de frutas, debido a la venta de parcelas para fincas recreativas.
|                                                                            |
| Panorámica cercana al municipio de Armenia, en el paraje denominado Morrón |

|                                                                  |
| Puente de Occidente sobre el río Cauca, en Santa Fe de Antioquia |

|                                     |
| Peaje hacia el Occidente antioqueño |

|                                 |
| Casa recreativa en San Jerónimo |

## División administrativa

Municipios del Occidente.

El Occidente está conformado por diecinueve (19) municipios compuestos en conjunto por 73 centros poblados y 656 veredas, distribuidos de la siguiente manera:

### Occidente
| Municipio             | Centros poblados principales                                                    | Otros centros poblados                                                             | Número de veredas | Extensión |
| --------------------- | ------------------------------------------------------------------------------- | ---------------------------------------------------------------------------------- | ----------------- | --------- |
| Abriaquí              |                                                                                 | - Potreros                                                                         | 16                | 293 km²   |
| Anzá                  | - Güintar                                                                       | - La Cejita - La Higuina                                                           | 18                | 256 km²   |
| Armenia Mantequilla   | - La Herradura                                                                  | - El Socorro - Filo Seco - Palmichal                                               | 15                | 110 km²   |
| Buriticá              | - El Naranjo - Guarco - La Angelina - Llanos de Urarco - Tabacal                | - La Mariela                                                                       | 32                | 364 km²   |
| Caicedo               |                                                                                 |                                                                                    | 19                | 224 km²   |
| Cañasgordas           | - Cestillal - Juntas de Uramita - San Pascual                                   | - Buenos Aires - Villa Victoria                                                    | 66                | 391 km²   |
| Dabeiba               | - Armenia - Camparrusia - Las Cruces de Urama - San José de Urama               | - Betania Puente Nuevo - Cara Colón - Chimiadó Llanogrande - El Botón - El Balsita | 117               | 1.883 km² |
| Ebéjico               | - Brasil - El Zarzal - La Clara - Sevilla                                       | - Fátima                                                                           | 33                | 235 km²   |
| Frontino              | - Carauta - Murrí - La Blanquita - Musinga - Tabladito - Nutibara - Pontón      | - Nusidó - San Lázaro                                                              | 57                | 1.263 km² |
| Giraldo               | - Manglar                                                                       |                                                                                    | 13                | 96 km²    |
| Heliconia             | - Alto del Corral - Llanos de San José - Pueblito                               | - Guamal                                                                           | 15                | 117 km²   |
| Liborina              | - Carmen de La Venta - La Honda - La Merced del Playón - San Diego (La Placita) | - Cristóbal - Curití - Porvenir - Provincial                                       | 36                | 217 km²   |
| Olaya                 | - Llanadas - Sucre                                                              | - Quebrada Seca                                                                    | 9                 | 90 km²    |
| Peque                 | - Los Llanos                                                                    |                                                                                    | 37                | 395 km²   |
| Sabanalarga           | - El Oro                                                                        | - El Junco - El Socorro - Membrillal                                               | 36                | 265 km²   |
| San Jerónimo          |                                                                                 |                                                                                    | 29                | 155 km²   |
| Santa Fe de Antioquia | - El Pescado - Laureles - Sabanas                                               | - Kilómetro 2 - Paso Real                                                          | 38                | 493 km²   |
| Sopetrán              | - Córdoba - Horizontes - San Nicolás - Santa Bárbara                            | - La Miranda                                                                       | 28                | 223 km²   |
| Uramita               | - El Pital                                                                      | - El Madero - Limón Chupadero                                                      | 42                | 236 km²   |